# 自治体国際化協会
一般財団法人自治体国際化協会（じちたいこくさいかきょうかい）は、地方公共団体の国際化推進を目的として1988年（昭和63年）7月に設立された一般財団法人である。英称は Council of Local Authorities for International Relations、略称：CLAIR。現在の会長は村井 嘉浩 「宮城県知事(全国知事会会長)」である。（令和6年7月19日現在）

## 概要
地方公共団体の国際化推進のための活動を、地方公共団体が共同して行うための組織として設立された。定款に定める設立目的は「地方公共団体を主体とした地域の国際化推進事業の支援並びに諸外国における地方行財政制度及びその動向の調査研究等を行うとともに、地方公共団体の海外における国際化推進のための活動に対する支援等を行い、国際化に対応した地域社会の振興及び地方公共団体の人材の養成を図り、もって地方自治の発展に寄与すること」である。
「語学指導等を行う外国語青年招致事業」（JETプログラム）を総務省・外務省・文部科学省と連携して実施するとともに、姉妹都市・友好都市協定といった親善交流や経済交流など地方公共団体による海外活動の支援、海外の地方自治制度に関する情報の提供、在住外国人のための情報提供、多文化共生のまちづくり支援などに関わっている。機関紙として月刊「自治体国際化フォーラム」を発行している。
各都道府県・政令指定都市に支部を置くとともに、ニューヨーク、ロンドン、パリ、シンガポール、ソウル、シドニー、北京に海外事務所を設置している。

### [2]役員（令和6年7月19日現在）
- 役職名 氏名「選出母体等」
- 会長 村井 嘉浩 「宮城県知事(全国知事会会長)」
- 副会長 松井 一實「広島市長（全国市長会会長）」
- 副会長 大西 一史「熊本市長（政令指定都市を代表する者）」
- 副会長 吉田 隆行「広島県坂町長（全国町村会会長）」
- 顧問 山本 徹 富山県議会議長「（全国都道府県議会議長会会長）」
- 顧問 坊 恭寿「神戸市会議長（全国市議会議長会会長）」
- 顧問 渡部 孝樹「北海道厚真町議会議長（全国町村議会議長会会長）」
- 理事長 安田充「常勤 （代表理事）」
- 常務理事 南光院誠之「常勤 （業務執行理事）」
- 理事 小池潔「常勤 （業務執行理事）」
- 理事（非常勤） 梶村 和秀「全国知事会推薦（宮城県経済商工観光部長）」
- 理事（非常勤） 木村 成仁「全国市長会総務部長」
- 理事（非常勤） 澤端 義之「全国町村会総務部長」
- 理事（非常勤） 橋口 牧子「全国自治宝くじ事務協議会事務局次長（東京都財務局主計部公債課長）」
- 理事（非常勤） 荻澤 滋「公益財団法人全国市町村研修財団全国市町村国際文化研修所学長」
- 理事（非常勤） 藤森 洋貴「青森県観光交流推進部次長」
- 理事（非常勤） 村永 伸司「東京都政策企画局外務部長」
- 理事（非常勤） 崎浦 理加「岐阜県観光国際部長」
- 理事（非常勤） 松田 千春「滋賀県総合企画部長」
- 理事（非常勤） 鈴木 康正「高知県文化生活部副部長兼国際交流振興監」
- 理事（非常勤） 引馬 誠也「佐賀県地域交流部長」
- 理事（非常勤） 石井 保「さいたま市経済局商工観光部長」
- 監事 飯島 寛「勤務の態様が常勤に準ずる監事」
- 評議員 中島 正信「全国知事会事務総長」
- 評議員 髙原 剛「全国都道府県議会議長会事務総長」
- 評議員 稲山 博司「全国市長会事務総長」
- 評議員 宮地 毅「全国市議会議長会事務総長」
- 評議員 横田 真二「全国町村会事務総長」
- 評議員 赤松 俊彦「全国町村議会議長会事務総長」
- 評議員 林﨑 理「一般財団法人地域活性化センター理事長」
- 評議員 神田 真秋「地域国際化協会連絡協議会 会長」
- 評議員 石井 正人「秋田県企画振興部次長」
- 評議員 横地 眞澄「静岡県地域外交局多文化共生推進官兼地域外交局長」
- 評議員 林 里香「富山県理事・生活環境文化部次長」
- 評議員 畑中 健司「京都府知事室長」
- 評議員 宮本 優蔵「山口県観光スポーツ文化部審議監」
- 評議員 吉成 浩二「徳島県生活環境部副部長」
- 評議員 渡辺 文「福岡県企画・地域振興部国際局長」
- 評議員 森安 和子「岡山市市民協働局次長」

### 所在地
- 東京都千代田区麹町1丁目7番地　相互半蔵門ビル6・7階

### 主な事業
- 地域の国際化に関する情報の収集及び提供
- 地方公共団体を主体とした国際間の人的交流に関する支援
- 地方公共団体の海外における国際化推進のための活動の支援
- 外国における地方行財政制度及びその動向に関する調査及び研究
- 外国における地域活性化のための方策に関する調査及び研究